# Antocha saxicola
Antocha saxicola är en tvåvingeart som beskrevs av Osten Sacken 1860. Antocha saxicola ingår i släktet Antocha och familjen småharkrankar. Inga underarter finns listade i Catalogue of Life.